# Entretien technique
Ne doit pas être confondu avec Test (informatique).
Un entretien technique dans le domaine de l'informatique est une technique d'entretien d'embauche basée sur la résolution de problèmes techniques dans le but d'évaluer les compétences d'un candidat.

## Description
Un entretien technique est un entretien  visant à déterminer les qualifications d'un candidat,.
Les questions peuvent porter sur différents sujets en lien avec l'informatique et les méthodes de travail.